# Moments Contained
Moments Contained is een bronzen beeld uit 2022–2023 op het Stationsplein, voor Station Rotterdam Centraal.

## Beschrijving
Het beeld is bijna vier meter hoog en stelt een fictieve, anonieme, jonge bronskleurige vrouw voor. Ze staat rechtop en lijkt zelfverzekerd. Maar in haar broekzakken zijn de knokkels van haar gebalde handen zichtbaar, waardoor de vrouw misschien ook minder nonchalant is dan ze op het eerste gezicht lijkt. Ze staat niet (zoals veel standbeelden) op een sokkel, maar op de grond.
De vrouw is hetzelfde fictieve karakter als de persoon in de sculptuur Reaching Out (2020) in Londen.
Moments Contained werd gemaakt door kunstenaar Thomas J. Price, een kunstenaar uit Londen met Caribische roots. De sculptuur werd getoond op Art Basel in 2022, en is op locatie in Rotterdam onthuld op 2 juni 2023 in aanwezigheid van de kunstenaar, staatssecretaris Gunay Uslu, en Rotterdams burgemeester Ahmed Aboutaleb. Het beeld is geschonken aan de stad door Stichting Droom en Daad, het filantropische fonds van de familie Van der Vorm. Het is gepland om vijf jaar op deze locatie te staan, waarna de locatie geëvalueerd zal worden. Het zal deel uitmaken van de Internationale Beelden Collectie van Rotterdam.

## Betekenis en receptie
Volgens de kunstenaar verwijst de titel "Moments Contained" naar "containing oneself" ("jezelf inhouden"). De gebalde handen in de zakken van de geportretteerde vrouw geven een gevoel van psychologische spanning. In een interview noemde de kunstenaar haar 'stoïcijns, weerbaar en kwetsbaar'.
Net als andere sculpturen van Price roept het beeld de discussie op: wie is volgens de maatschappij een monument waard? Openbare sculpturen tonen vaak machtige mannen; Price zegt zelf over zijn werk: "So who does society value? Who gets to be seen? Who gets to be represented?"

### Kritiek
Het sculptuur kreeg ook kritiek te verwerken. Via met name sociale media werd onder meer opgemerkt dat de sculptuur een vrouw uitbeeldt die lui, arrogant en een uitkeringstrekker is. Columniste Rosanne Hertzberger schreef over de sculptuur: "Alleen maar vrouw zijn, een beperking hebben, een hoofddoek dragen, een donkere huidskleur of liefst een combinatie hiervan is genoeg om op het schild gehesen te worden, en helemaal in de culturele sector" De fractievoorzitter van 50PLUS zei liever een sculptuur te zien dat verwijst naar de haven van Rotterdam. Tevens de Engelstalige naam van het kunstwerk krijgt kritiek.